# Dendryphantes purcelli
Dendryphantes purcelli là một loài nhện trong họ Salticidae.
Loài này thuộc chi Dendryphantes. Dendryphantes purcelli được Elizabeth Maria Gifford Peckham & George William Peckham miêu tả năm 1903.